# NGC 2218
NGC 2218 is een open sterrenhoop in het sterrenbeeld Tweelingen. Het hemelobject werd op 13 januari 1853 ontdekt door de Ierse astronoom Edward Joshua Cooper. Daar deze hoop uit slechts 5 sterren bestaat kan dit object gerangschikt worden in de lijst van de telescopische asterismen.